# اندیس کربنات کلسیم اسلام آبادسراوان
کربنات کلسیم اسلام آبادسراوان یک اندیس غیرفلزی است که در حوالی شهر زابلی استان سیستان و بلوچستان قرار دارد و مادهٔ معدنی موجود در آن، کلسیت است.سنگ میزبان این اندیس فلیش است و دیرینگی آن به دوران پالئوسن می‌رسد.